# Mehdi Méniri
Mehdi Méniri (ur. 29 czerwca 1977 w Metzu) – algierski piłkarz, występujący na pozycji obrońcy.
Swoją seniorską karierę AS Nancy. Przeniósł się do Troyes AC, gdzie występował w Pucharze UEFA. Latem 2003 przeszedł FC Metz. Następnie grał w SC Bastia i Al Dhafra Club. W 2010 roku został zawodnikiem CSO Amnéville.
W Reprezentacji Algierii zadebiutował 14 listopada 2000 w meczu z Bułgarią (1:2). Rozegrał w niej 23 mecze i strzelił 3 gole.